# Nórax
Nórax es un personaje mitológico que procedía de la península ibérica.